# تامی گور
تامی گور (انگلیسی: Tommy Gore؛ زادهٔ ۲۶ نوامبر ۱۹۵۳) بازیکن فوتبال اهل بریتانیا است.
از باشگاه‌هایی که در آن بازی کرده‌است می‌توان به باشگاه فوتبال بری، باشگاه فوتبال ویگان اتلتیک، باشگاه فوتبال ترانمره راورز، باشگاه فوتبال پورت ویل، و باشگاه فوتبال لیورپول اشاره کرد.